# João Rodrigues (velejador)
João Filipe Gaspar Rodrigues ComM (Santa Cruz, Madeira, 2 de novembro de 1971) é um velejador português. 
Participou nos Jogos Olímpicos de Barcelona 1992, Atlanta 1996, Sydney 2000, Atenas 2004, Pequim 2008, Londres 2012 e Rio 2016. A sua melhor colocação foi o 6º lugar em 2004.
Foi vencedor da Medalha Olímpica Nobre Guedes em 1995.
A 10 de junho de 2018, foi feito Comendador da Ordem do Mérito.

## Curriculum
Resultados em campeonatos de Prancha à Vela - RS:X
1992
- 23º lugar nos Jogos Olímpicos de Barcelona

1994
- 4º lugar no Troféu Princesa Sofia Palma de Maiorca, Espanha

1995
- 4º lugar no Troféu Princesa Sofia Palma de Maiorca, Espanha
- 4º lugar na Semana Olímpica de Hyères, França
- 1º lugar no Campeonato do Mundo

1996
- 5º lugar no OCR Miami, Estados Unidos da América
- 2º lugar no Troféu Princesa Sofia Palma de Maiorca, Espanha
- 1º lugar na Semana Olímpica de Hyères, França
- 1º lugar no Campeonato da Europa
- 7º lugar nos Jogos Olímpicos de Atlanta
- 1º lugar no Campeonato do Mundo

1997
- 2º lugar no Troféu Princesa Sofia Palma de Maiorca, Espanha
- 7º lugar na Semana Olímpica de Hyères, França
- 1º lugar no Campeonato da Europa
- 4º lugar no Campeonato do Mundo

1998
- 2º lugar no Troféu Princesa Sofia Palma de Maiorca, Espanha
- 1º lugar na Semana Olímpica de Hyères, França
- 4º lugar no Campeonato da Europa
- 3º lugar no Campeonato do Mundo

1999
- 3º lugar no Troféu Princesa Sofia Palma de Maiorca, Espanha
- 3º lugar na Semana Olímpica de Hyères, França
- 2º lugar no Troféu Princesa Sofia Palma de Maiorca, Espanha
- 7º lugar na Semana Olímpica de Hyères, França
- 15º lugar no Campeonato do Mundo

2000
- 18º lugar nos Jogos Olímpicos de Sydney
- 10º lugar no Campeonato da Europa
- 10º lugar no Campeonato do Mundo

2001
- 6º lugar no Campeonato da Europa

2002
- 4º lugar no Troféu Princesa Sofia Palma de Maiorca, Espanha
- 8º lugar no Campeonato do Mundo

2003
- 3º lugar no Troféu Princesa Sofia Palma de Maiorca, Espanha
- 3º lugar no Campeonato da Europa
- 4º lugar no Campeonato do Mundo ISAF

2004
- 1º lugar no Rolex OCR Miami, Estados Unidos da América
- 3º lugar na Semana Olímpica de Hyères, França
- 6º lugar no Campeonato da Europa
- 6º lugar nos Jogos Olímpicos de Atenas

2006
- 6º lugar no Rolex OCR Miami, Estados Unidos da América
- 11º lugar no Troféu Princesa Sofia Palma de Maiorca, Espanha
- 12º lugar no Jogos ISAF Lago Neusiedl, Áustria
- 17º lugar no Campeonato da Europa, Alacati, Turquia
- 14º lugar no Campeonato do Mundo, Torbole, Itália

2007
- 2º lugar noRolex OCR Miami, Estados Unidos da América
- 3º lugar no Campeonato Panamericano RS:X, Búzios, Brasil
- 12º lugar Troféu Princesa Sofia Palma de Maiorca, Espanha
- 5º lugar no Campeonato da Europa, Limassol, Chipre
- 4º lugar no Campeonato do Mundo ISAF, Cascais
- 4º lugar no Pré-olímpico Qingdao, China

2008
- 2º lugar no Campeonato do Mundo, Takapuna, Nova Zelândia